# Karosa B 831
A Karosa B 831  a csehszlovák Karosa állami vállalat által 1987-től 1989-ig gyártott cseh városi autóbuszmodell volt, amely a Karosa B731-es és B732-es modellek utódjának tekinthető. Utódja a Karosa B 931 városi autóbusz.

## Műszaki adatai
A B 831 busz egy kettős tengelyes városi busz, amelynek féltengelyes karosszéria-szerkezete van. A tervezők viszonylag időtlen járműtervet hoztak létre, amely nagymértékben műanyagokat és egyéb progresszív elemeket használ. A jobb oldalon három két szárnyú ajtó van. Az utasülések 2 + 2 helyzetben keresztirányúak.